# 新大嶼山巴士21線
新大嶼山巴士21號線是香港大嶼山的一條巴士路線，來往昂坪至大澳。
本線兩個總站位置，分別位於全港海拔最高（昂坪）及境內最西（大澳）的巴士總站，是一項特別的紀錄。

## 歷史
本線前身可追溯至1990年12月1日投入服務的新大嶼山巴士2R線，當時僅在假日行駛，且沿途不設任何分段收費。
- 1994年3月14日：此線投入服務，取代嶼巴2R線，並改為每日行走及提供兩項單向分段票價。
- 2006年3月：由於嶼巴所有車隊皆為空調巴士，再沒有不設空調設備的車輛，但嶼巴為了方便在昂坪工作的大澳居民，此線首班由大澳開出、首班及17:15由昂坪開出的班次，即使是派出空調巴士，但仍收取非空調巴士的車資。
- 2008年6月8日：嶼巴調整票價，此線同時取消非空調巴士收費，成為嶼巴以至整個大嶼山島最後一條正式改為全空調服務的路線。

## 服務時間（詳細班次）
| 昂坪開           | 昂坪開     | 昂坪開     | 昂坪開     |
| 星期一至五       | 星期一至五 | 星期一至五 | 星期一至五 |
| ---------------- | ---------- | ---------- | ---------- |
| 07:30            | 10:35      | 11:05      | 12:05      |
| 13:00            | 14:05      | 15:05      | 16:05      |
| 17:30            | 18:15      |            |            |
| 星期六           |            |            |            |
| 07:30            | 10:35      | 11:20      | 12:20      |
| 13:20            | 14:20      | 15:20      | 16:20      |
| 17:15            | 17:45      | 18:15      |            |
| 星期日及公眾假期 |            |            |            |
| 07:30            | 10:35      | 11:20      | 12:20      |
| 13:20            | 13:50      | 14:20      | 14:50      |
| 15:20            | 15:50      | 16:20      | 16:45      |
| 17:15            | 17:45      | 18:30      |            |

| 大澳開           | 大澳開     | 大澳開     | 大澳開     |
| 星期一至五       | 星期一至五 | 星期一至五 | 星期一至五 |
| ---------------- | ---------- | ---------- | ---------- |
| 07:45            | 08:30      | 10:15      | 11:30      |
| 12:30            | 13:30      | 14:30      | 15:30      |
| 16:30            |            |            |            |
| 星期六           |            |            |            |
| 07:45            | 08:30      | 10:15      | 11:00      |
| 12:00            | 13:00      | 14:00      | 15:00      |
| 16:00            | 16:45      | 17:15      | 17:45      |
| 星期日及公眾假期 |            |            |            |
| 07:45            | 10:15      | 11:00      | 12:00      |
| 13:00            | 13:30      | 14:00      | 14:30      |
| 15:00            | 15:30      | 16:00      | 16:45      |
| 17:15            | 17:45      |            |            |

## 收費
21（S）
全程：$7.6（平日）／$17.6（假日）
- 深屈道口往大澳：$2.7（平日）／$6.0（假日）（只適用於21線）
- 深屈道口往昂坪：$5.4（平日）／$11.5（假日）（只適用於21線）

| - 12歲以下小童及65歲或以上長者半價優惠。 - 持有當日有效「大嶼通」或「大澳通」乘車證之乘客，上車時向車長出示有效乘車證，可乘搭本線。 - 65歲或以上長者使用長者或個人八達通（包括「樂悠咭」），以及12歲以下合資格殘疾兒童使用「殘疾人士身份」個人八達通繳付車資，均可享有每程$2.0或半價（以較低者為準）的票價優惠；12至64歲合資格殘疾人士使用「殘疾人士身份」個人八達通，以及60至64歲香港居民使用「樂悠咭」繳付車資，均可享有每程$2.0或全費（以較低者為準）的票價優惠。 - 乘客可以現金或八達通於上車時付款，不設找續。 - 每位成人乘客可免費攜帶最多兩名4歲以下而不佔座位的兒童乘客乘車，超額之4歲以下小童必須繳付小童車費乘車。 - 新大嶼山巴士全職員工及家屬（不包括外判職員）可免費乘搭本路線，惟必須出示職員證或家屬證。 - 乘客亦可使用AlipayHK「易乘碼」、支付寶及WeChatHK／微信支付「搭車碼」繳付車資。乘客使用此支付方式，將不能享有與其他嶼巴路線之轉乘優惠、「公共交通費用補貼計劃」及「長者及合資格殘疾人士公共交通票價優惠計劃」；而使用WeChatHK／微信支付「搭車碼」亦不能享有小童／長者半價優惠。 |

## 使用車輛
本線全線以單層巴士行走，以MAN 18.310為主。

## 行車路線
昂坪開經：昂坪路、深屈道、羗山道、大澳道。
大澳開經：大澳道、羗山道、深屈道、昂坪路。

### 沿線車站

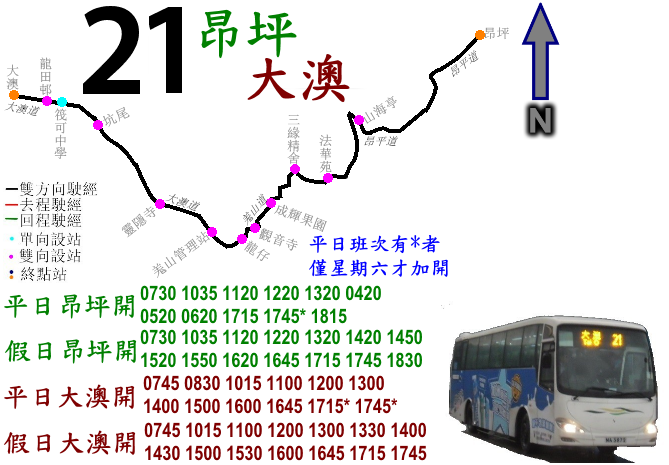
21路線的走線圖

| 昂坪開 | 昂坪開           | 昂坪開       | 大澳開 | 大澳開     | 大澳開       |
| 序號   | 車站名稱         | 位置         | 序號   | 車站名稱   | 位置         |
| ------ | ---------------- | ------------ | ------ | ---------- | ------------ |
| 1      | 昂坪             | 昂坪巴士總站 | 1      | 大澳       | 大澳巴士總站 |
| 2      | 山海亭           | 昂平路       | 2      | 龍田邨     | 大澳道       |
| 3      | 深屈道口         | 羗山道       | 3      | 坑尾       | 大澳道       |
| 4      | 法華苑           | 羗山道       | 4      | 靈隱寺     | 大澳道       |
| 5      | 三緣精舍         | 羗山道       | 5      | 新鳳村     | 大澳道       |
| 6      | 成輝果園         | 羗山道       | 6      | 羗山管理站 | 大澳道       |
| 7      | 觀音寺           | 羗山道       | 7      | 龍仔       | 大澳道       |
| 8      | 龍仔             | 大澳道       | 8      | 成輝果園   | 羗山道       |
| 9      | 羗山管理站       | 大澳道       | 9      | 三緣精舍   | 羗山道       |
| 10     | 新鳳村           | 大澳道       | 10     | 法華苑     | 羗山道       |
| 11     | 靈隱寺           | 大澳道       | 11     | 深屈道     | 深屈道       |
| 12     | 坑尾             | 大澳道       | 12     | 山海亭     | 昂平路       |
| 13     | 佛教筏可紀念中學 | 大澳道       | 13     | 昂坪市集   | 昂平路       |
| 14     | 龍田邨           | 大澳道       | 14     | 昂坪       | 昂坪巴士總站 |
| 15     | 大澳             | 大澳巴士總站 |        |            |              |

## 外部連結
- 嶼巴有關21路線的資料
- NLB Air-conditioned Route 嶼巴空調路線－21 （页面存档备份，存于）

1. ↑  此站祇供落客